# آنتون آشبه
آنتون آشبه (اسلوونیایی: Anton Ažbe; ۳۰ مهٔ ۱۸۶۲ – ۶ اوت ۱۹۰۵) یک نقاش اهل اسلوونی بود.
سبک وی که واقع‌گرایی بوده در آکادمی هنرهای زیبا مونیخ و آکادمی هنرهای زیبا وین تحصیل کرده است سپس به آموزش و تدریس نقاشی در آکادمی مونیخ و آکادمی امپراتوری هنر روسیه پرداخت.

## نگارخانه

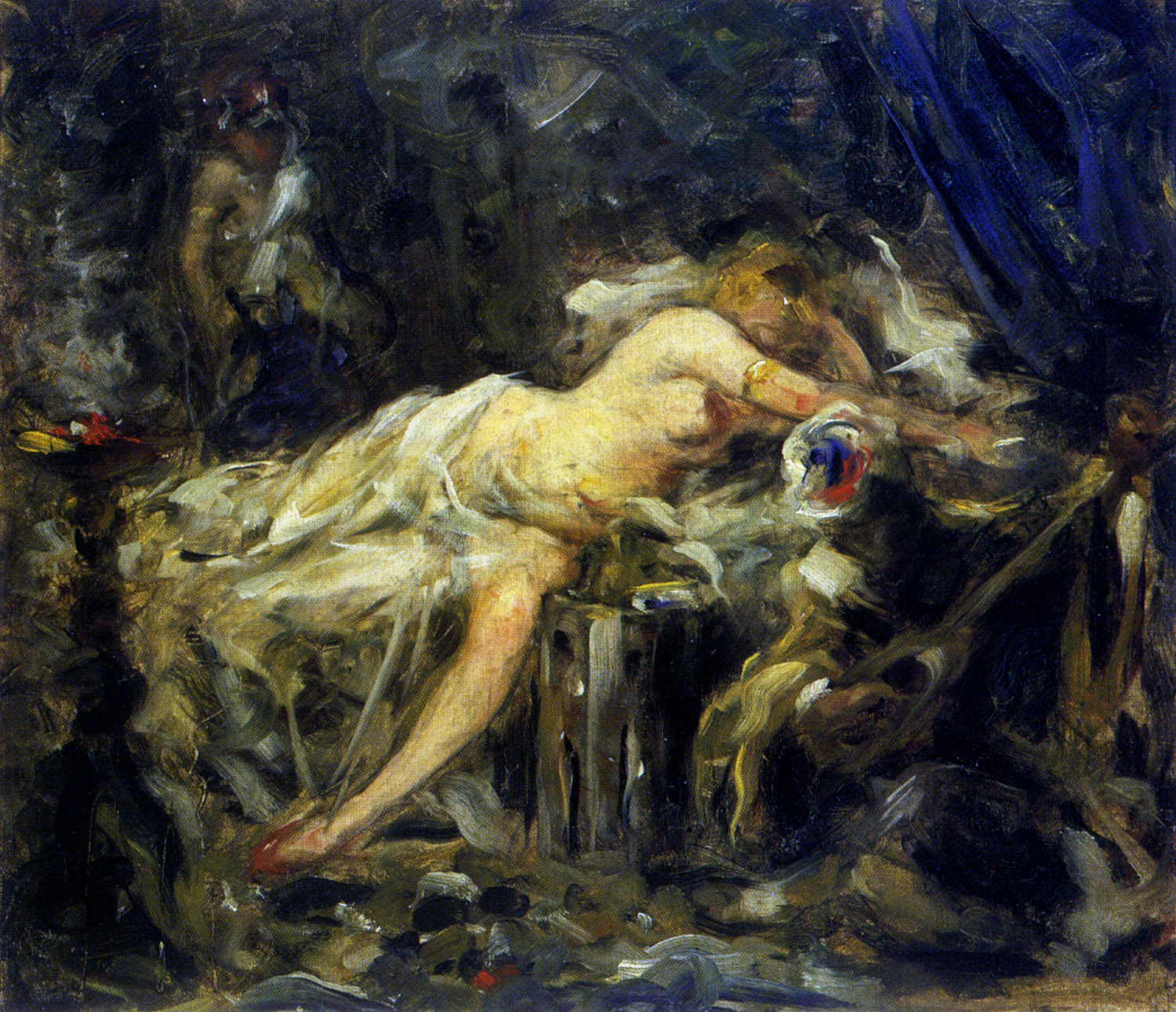
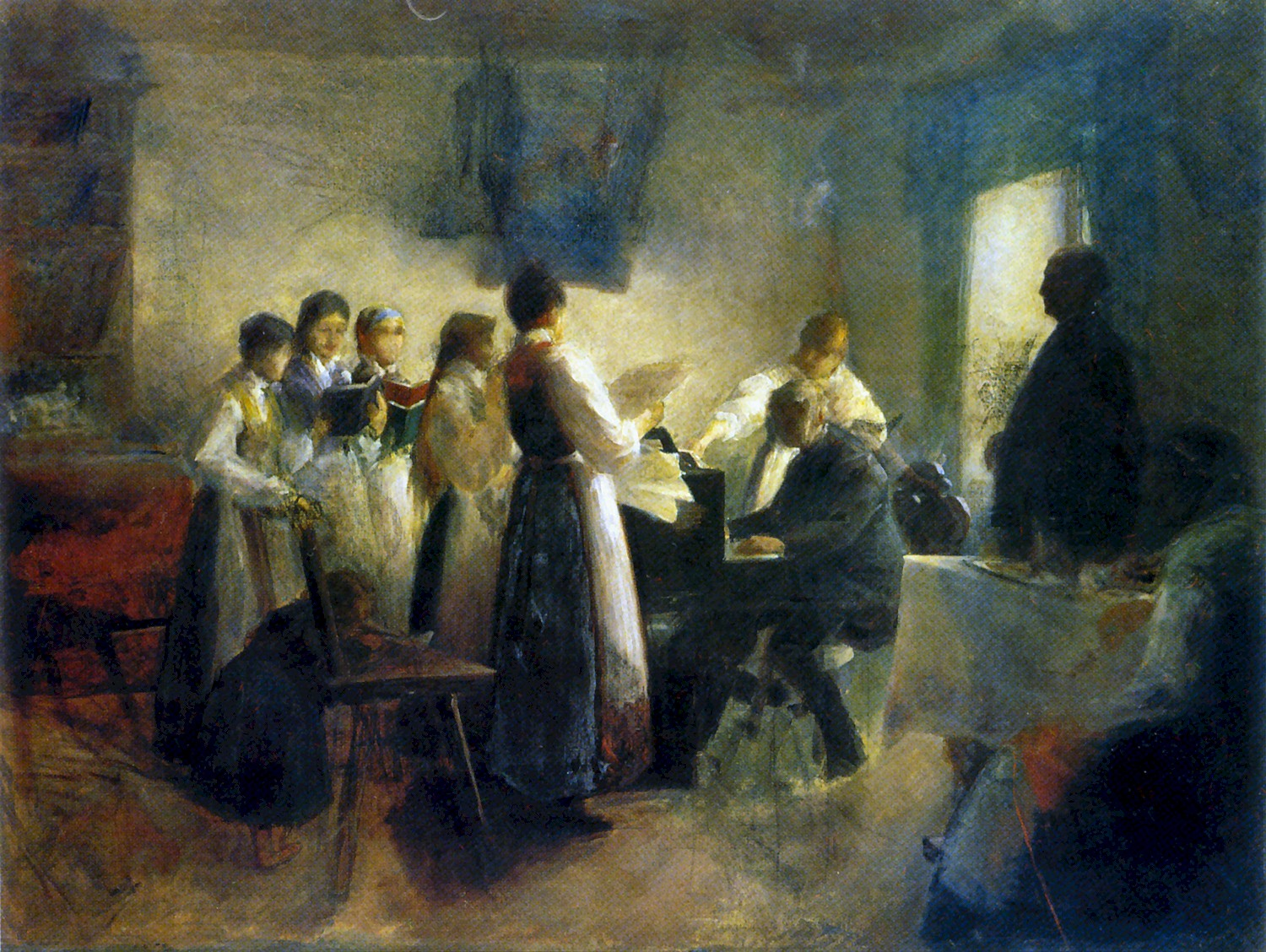
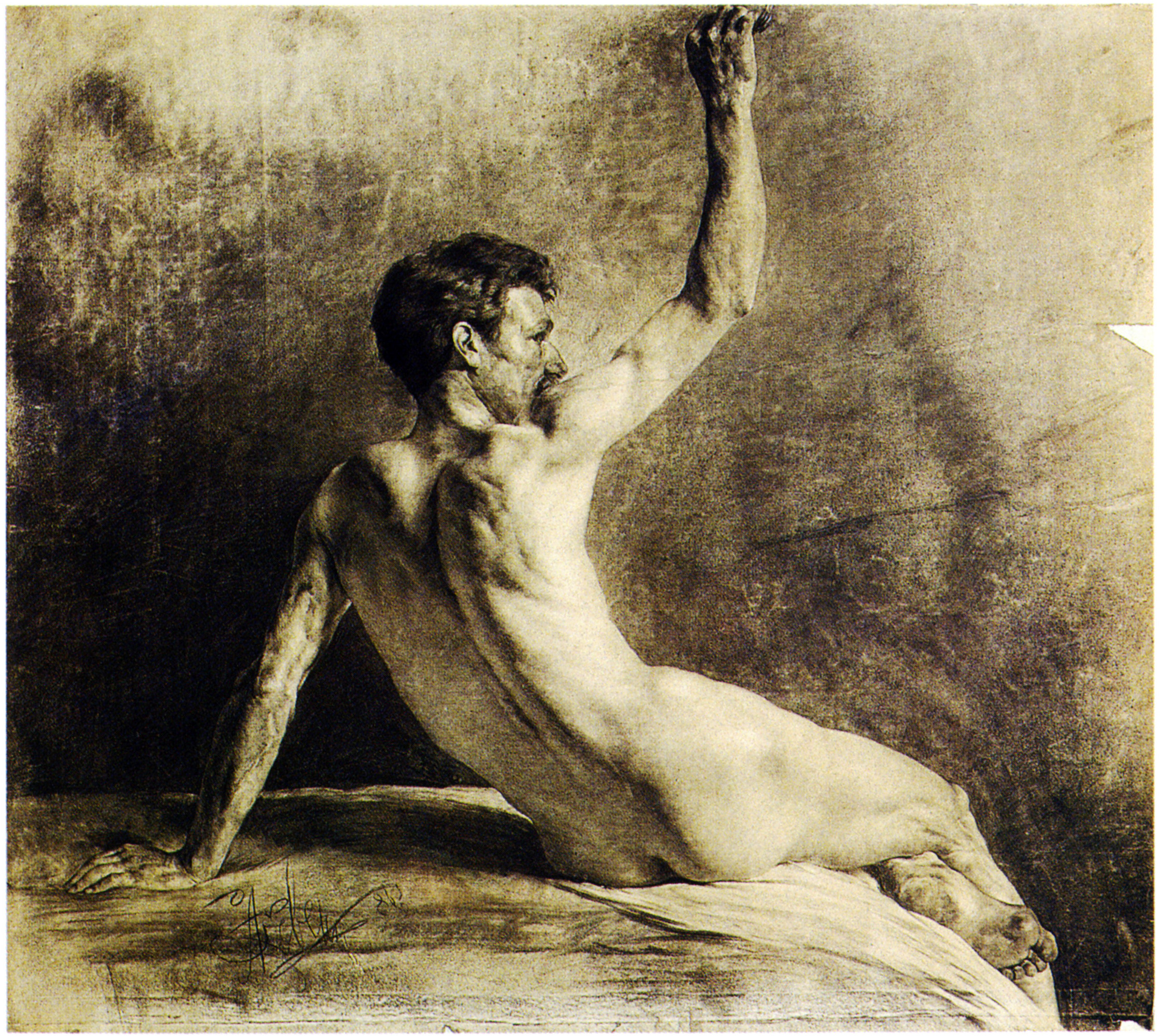
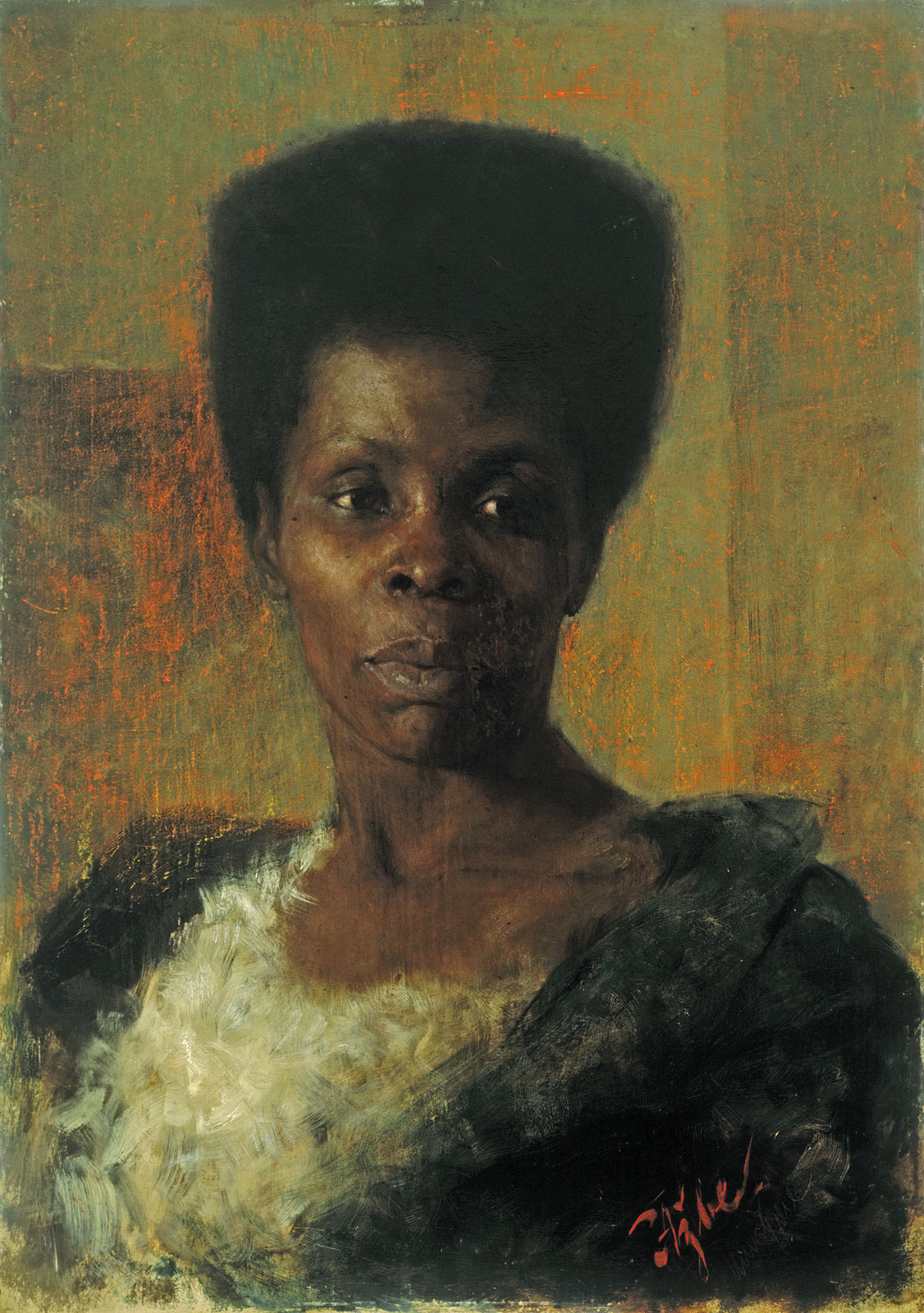